# 太和岗
太和岗位于中国广州市越秀区。
其西北到恒福路，接麻鹰岗；东北到永福路，接沙河顶；东南到先烈中路，接黄花岗；西北到淘金路，接淘金坑。古时是一处山岗地，现已成为城区。过去是殡葬之地，是广州地下文物重点埋藏区，被考古挖掘出的古墓有上千座，其中以两汉、六朝和唐代墓葬居多，未来打算建成创意产业的基地。